# Jan Budař
Jan Budař (* 31. července 1977 Frýdlant) je český herec, režisér, hudebník a scenárista. Je znám především pro své role ve filmech Nuda v Brně, Vratné lahve, Horem pádem či Václav. Byl čtyřikrát oceněn Českým lvem.

## Studium a profesionální kariéra
Činoherní herectví vystudoval v roce 2000 na Divadelní fakultě Janáčkovy akademie múzických umění v Brně. Hrál v řadě tuzemských divadel, v brněnském Studiu Marta, v Národním divadle Brno, v královéhradeckém Klicperově divadle, brněnské Huse na provázku, v Městském divadle v Karlových Varech, pražském Národním divadle a dalších. V letech 2000 až 2003 byl ve stálém angažmá pražského Divadla Na zábradlí.

Je autorem mnoha reportáží pro časopis Instinkt.

### Podpora lidských práv v ČLR
Před Olympiádou v Pekingu v roce 2008 se zapojil do Celosvětové štafety s pochodní za lidská práva. Vystoupil také na koncertu nazvaném „Svědomí nelze koupit“ na podporu lidí nespravedlivě stíhaných čínským režimem, zejména následovníků Fa-lun-kungu a advokáta Kao Č'-šenga v pražském Kostele sv. Anny 6. října 2014.

## Filmografie
- 1997
- Winter 89
  - Stůj, nebo se netrefím!
- 2003
  - Čert ví proč
  - Nuda v Brně
- 2004
  - Duše jako kaviár
  - Horem pádem
  - Mistři
- 2005
  - Hrubeš a Mareš jsou kamarádi do deště
  - Toyen
- 2006
  - Pravidla lži
  - Vratné lahve
- 2007
  - Muzika
  - Svatba na bitevním poli
  - Václav
- 2008
  - Dark Spirits
- 2009
  - Holka Ferrari Dino
  - Hrubeš a Mareš Reloaded
  - Milostný život zbabělce
  - Operace Dunaj
  - Protektor
  - Žena bez piana
- 2010
  - Dešťová víla
  - Heart Beat 3D
  - Román pro muže
- 2011
  - Czech Made Man
  - Lidice
  - Odcházení
  - Rodina je základ státu
- 2012
  - Konfident
  - Martin a Venuše
  - Polski film
- 2013
  - Hořící keř
  - Láska, soudruhu
  - Něžné vlny
  - Rozkoš
- 2017
  - Svět pod hlavou (TV seriál)
  - Všechno nebo nic
  - Marie Terezie (TV film)
- 2018
  - Hmyz
  - Hovory s TGM
  - Čertí brko
- 2020
  - Šarlatán
- 2021
  - Božena
- 2022
  - Jan Žižka
  - My děti ze stanice ZOO (TV seriál)
  - Princ Mamánek
- 2023
  - A máme, co jsme chtěli

## Hudebník
Kromě své herecké činnosti hraje na několik hudebních nástrojů, zpívá a skládá své vlastní originální písně. Je frontmanem kapely Eliščin band. Vydal alba:
- Písně pro Hrubeše a Mareše, 2005
- Uletěl orlovi, 2006
- Proměna, 2008
- Lehce probuzený, 2012

Filmová hudba
- Rasistické historky, 2000
- Nuda v Brně, 2003
- Hrubeš a Mareš jsou kamarádi do deště, 2005
- Nebe a Vincek [TV film], 2008
- Hrubeš a Mareš Reloaded, 2009
- Protektor, 2009
- Lidice, 2011
- Eštébák, 2012

Také zpívá v duetu s Radůzou na singlu Kapitán Srdce (2014, Radůza Records)

## Knihy
- 2013  Pohádka ' 'NEJVĚTŠÍ TAJEMSTVÍ LEOPOLDA BUMBÁCE' ' . Vychází spolu s pohádkou Antonína Dočekala ve vydavatelství Mladá fronta .
- 2017 Princ Mamánek

## Ocenění

### Český lev
- 2003 – Nuda v Brně – mužský herecký výkon v hlavní roli[5]
- 2003 – Nuda v Brně – scénář
- 2004 – Mistři – mužský herecký výkon ve vedlejší roli
- 2007 – Václav – mužský herecký výkon ve vedlejší roli

### Jiné ceny
- 2003 – Trilobit Award by FITES (Film and Television Association), Praha
- 2004 – Cena Alfréda Radoka – nejlepší herec – Stavrogin – Běsi
- 2005 – Studio Hamburg Shooting Stars Award
- 2011 – festival NOVOMĚSTSKÝ HRNEC SMÍCHU (Nové Město nad Metují) – Cena za mužský herecký výkon – Czech Made Man